# أمانة فيلق السلام الدولي
أنشأت الولايات المتحدة أمانة هيئة السلام الدولي، المعروفة الآن باسم الأمانة الدولية لخدمة المتطوعين، لتشجيع ومساعدة البلدان الأخرى المهتمة بتكرار فكرة هيئة السلام لبلدها.

## التاريخ
وفي تشرين الأول/أكتوبر 1962، استضافت الولايات المتحدة ثلاث وأربعين دولة في مؤتمر عن الخدمة التطوعية (المؤتمر الدولي المعني بالقوة العاملة على المستوى الأوسط) برئاسة نائب الرئيس ليندون جونسون في بورتوريكو. وفي المؤتمر، دعت الأمانة العامة إلى عقد المؤتمر وانضم إليه واحد وأربعون بلدا من البلدان الثلاثة والأربعين. وبدأت عملياتها هناك بعد ذلك بقليل في كانون الثاني/يناير 1963. في 9 مايو 1963، اجتمع مديرو أمانة هيئة السلام الدولية ومديرو هذه الأمانة في غرفة مجلس الوزراء في البيت الأبيض، وأعرب الرئيس جون ف. كنيدي عن أمله في أن يؤدي تبادل الأفكار بين أعضاء مختلف البلدان إلى تعزيز هيئة السلام في الولايات المتحدة وتحفيز العمل الإنساني في مجال التنمية الأمم المتحدة. وفي النهاية كان هناك ثمانية عشر بلداً متطوعون يعملون في الخارج.
عندما بدأ عدد أكبر من البلدان في تمويل عمل الأمانة العامة في عام 1964، أعيدت تسميتها إلى الأمانة الدولية لخدمة المتطوعين مع التركيز على تعزيز خدمات المتطوعين من أجل التنمية في جميع أنحاء العالم. وعمل وليام أ. ديلانو كأول أمين عام لمتطوعي البرامج المستقلين.

## القيادة
في الفترة من عام 1962 إلى عام 1964، شغل ريتشارد ن. غدوين منصب مدير الأمانة العامة.